# Villa Ludwig-Richter-Allee 17 (Radebeul)
Die Villa Ludwig-Richter-Allee 17, die der Baumeister Adolf Neumann errichtete, liegt im Stadtteil Niederlößnitz der sächsischen Stadt Radebeul. Sie wurde 2004 mit dem Bauherrenpreis der Stadt Radebeul ausgezeichnet.

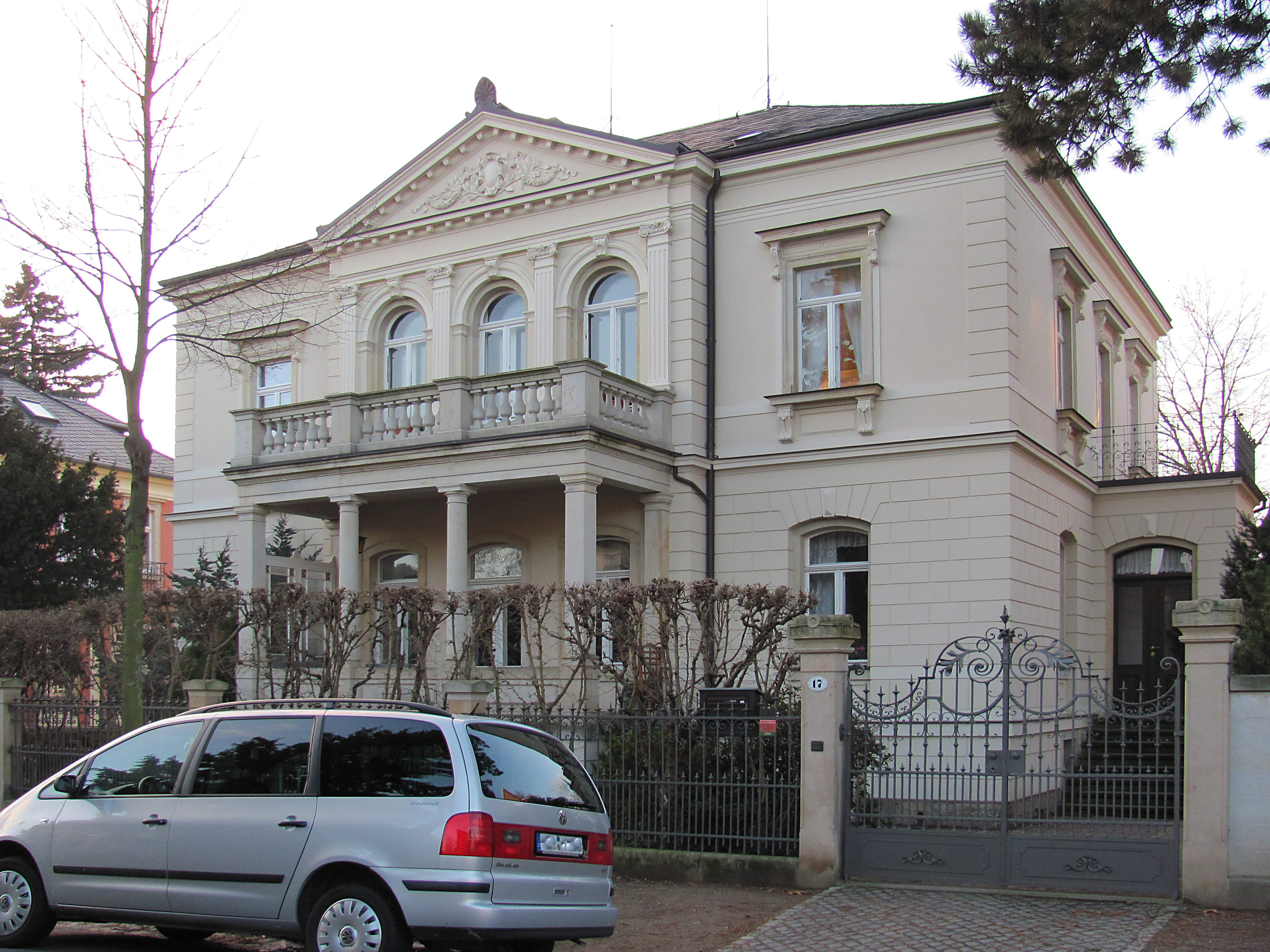
Villa Ludwig-Richter-Allee 17

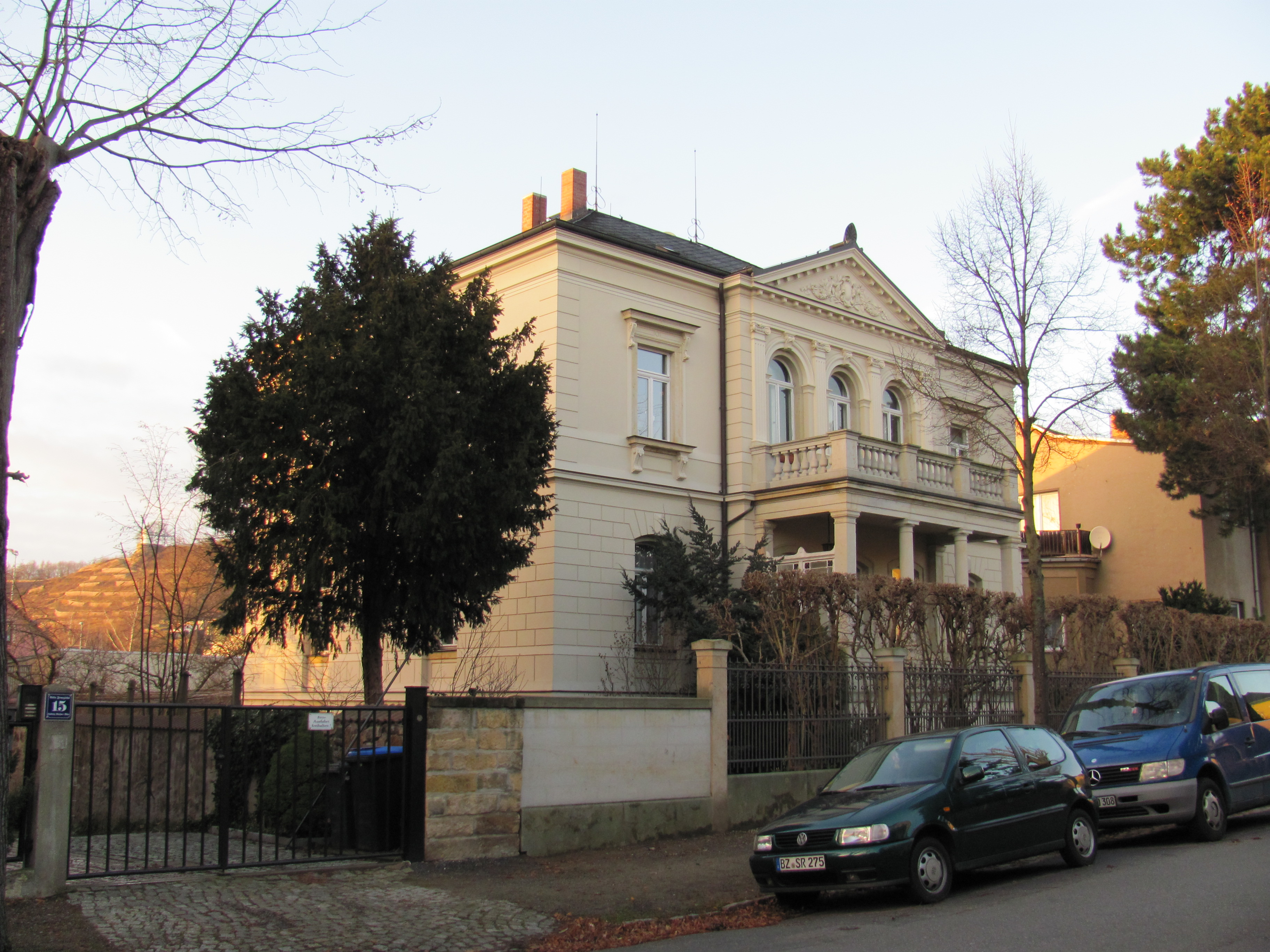
Villa Ludwig-Richter-Allee 17

## Beschreibung
Die zweigeschossige, zusammen mit Einfriedung und Toreinfahrt unter Denkmalschutz stehende Villa, heute auch als Mietvilla bezeichnet, wird in der Laudatio zum Bauherrenpreis als „in der Tradition der Dresdner Semper-Schule stehend“ beschrieben, was der sächsischen Neorenaissance entspricht. Für die Denkmalpflege ist es ein „markanter gründerzeitlich-historistischer Bau“.
Das auf einem Souterrainsockel stehende Gebäude hat obenauf ein flach geneigtes, abgeplattetes Walmdach mit Schieferdeckung. Der in den 1930 vereinfachte Putzbau wird wieder durch Gesimse und Putzbänder gegliedert und durch Sandsteinelemente verziert. Die Glattputzflächen im Erdgeschoss sind gequadert, im Obergeschoss finden sich auf den Gebäudekanten Eckquaderungen. „Besonders hervorzuheben ist die schlichte, hell gelblich-graue Farbgebung, die im Verein mit den gereinigten Sandsteingewänden der Fenster der Gesamterscheinung einen noblen Charakter verleih[t].“
In der fünfachsigen Hauptansicht zur Straße steht ein dreiachsiger Mittelrisalit mit einem Dreiecksgiebel, auf diesem ein im Kupfer ausgeführter Akroter. Das Giebelfeld ist mit ornamentalen Reliefs bedeckt, unter anderem einem mittigen Akanthusblatt. Vor dem Risalit liegt eine Terrasse, auf der ein von Pfeilern und Säulen getragener Altan steht, obenauf mit einem Austritt aus dem Obergeschoss und durch eine Balustrade umfasst. In der rechten, nördlichen Seitenansicht befindet sich ein Eingangsvorbau mit einer kurzen Freitreppe.
Die Fenster des Erdgeschosses sind stichbogig. Die Obergeschossfenster sind im Regelfall rechteckig und werden von geraden Verdachungen und ebensolchen Sohlbänken geschmückt, die jeweils von Konsolen getragen werden. Die Obergeschossfenster im Risalit sind dagegen rundbogig und stehen in einer Pilasteranordnung.
Die unter Verwendung der historischen Gitter rekonstruierte Einfriedung besteht aus schmiedeeisernen Lanzettzaunfeldern zwischen Sandsteinpfeilern mit Kopfplatten, dazu kommen barockisierende schmiedeeiserne Torflügel.

## Geschichte
Im April 1888 ersuchte der Baumeister Adolf Neumann um Baugenehmigung für das von ihm entworfene Wohnhaus, die im Folgemonat erteilt wurde. Im September 1889 erfolgte eine Baurevision und die Ingebrauchnahmegenehmigung erging im November 1889.
Nachdem der damalige Eigentümer die DDR 1957 „illegal verlassen hatte, fiel das Haus an den Staat“ und wurde durch die kommunale Gebäudewirtschaft verwaltet. 1988 fiel die Entscheidung, das Gebäude zu verkaufen, was im Sommer 1990, vor der Wiedervereinigung, an den heutigen Eigentümer geschah. Einige Zeit nach der Wiedervereinigung stellten die Erben des Altbesitzers von 1957 einen Restitutionsantrag auf die Immobilie, der 1998 genehmigt wurde. Der Verkauf durch die Stadt wurde für ungültig erklärt und wurde rückabgewickelt. Die Alteigentümer sahen für sich jedoch keinen Eigenbedarf und verkauften ihr Haus an den alten/neuen Besitzer. Im Jahr 1999 erhielt der jetzige Besitzer, dessen Familie bereits seit 1947 als Mieter in dem Haus wohnte, die Grundbucheintragung auf seinen Namen.
Das im Jahr 1991 zum Kulturdenkmal erklärte Haus wurde bis zum Jahr 2003 denkmalgerecht saniert. Die Bauherren erhielten 2004 den Radebeuler Bauherrenpreis in der Kategorie Denkmalsanierung. Hervorgehoben wurde insbesondere die „Erneuerung mit Fingerspitzengefühl [bei den] wieder hergestellten Details“. Darüber hinaus erhielt das Gebäude auch eine Anerkennung der Deutschen Stiftung Denkmalschutz.